# ایستگاه متروی میدان ولیعصر (تهران)
ایستگاه متروی میدان ولیعصر یکی از ایستگاه‌های خط ۳ متروی تهران است که در میدان ولی‌عصر تهران واقع شده‌است و در ۲۷ اسفند ۱۴۰۱ ایستگاه تقاطعی خط ۳ مترو تهران و خط ۶ مترو تهران شد.
این ایستگاه در تاریخ ۱۱ اسفند ۱۳۹۳ تأسیس شده شامل ۳۴٬۰۰۰ مترمربع زیربنا است.

## نگارخانه

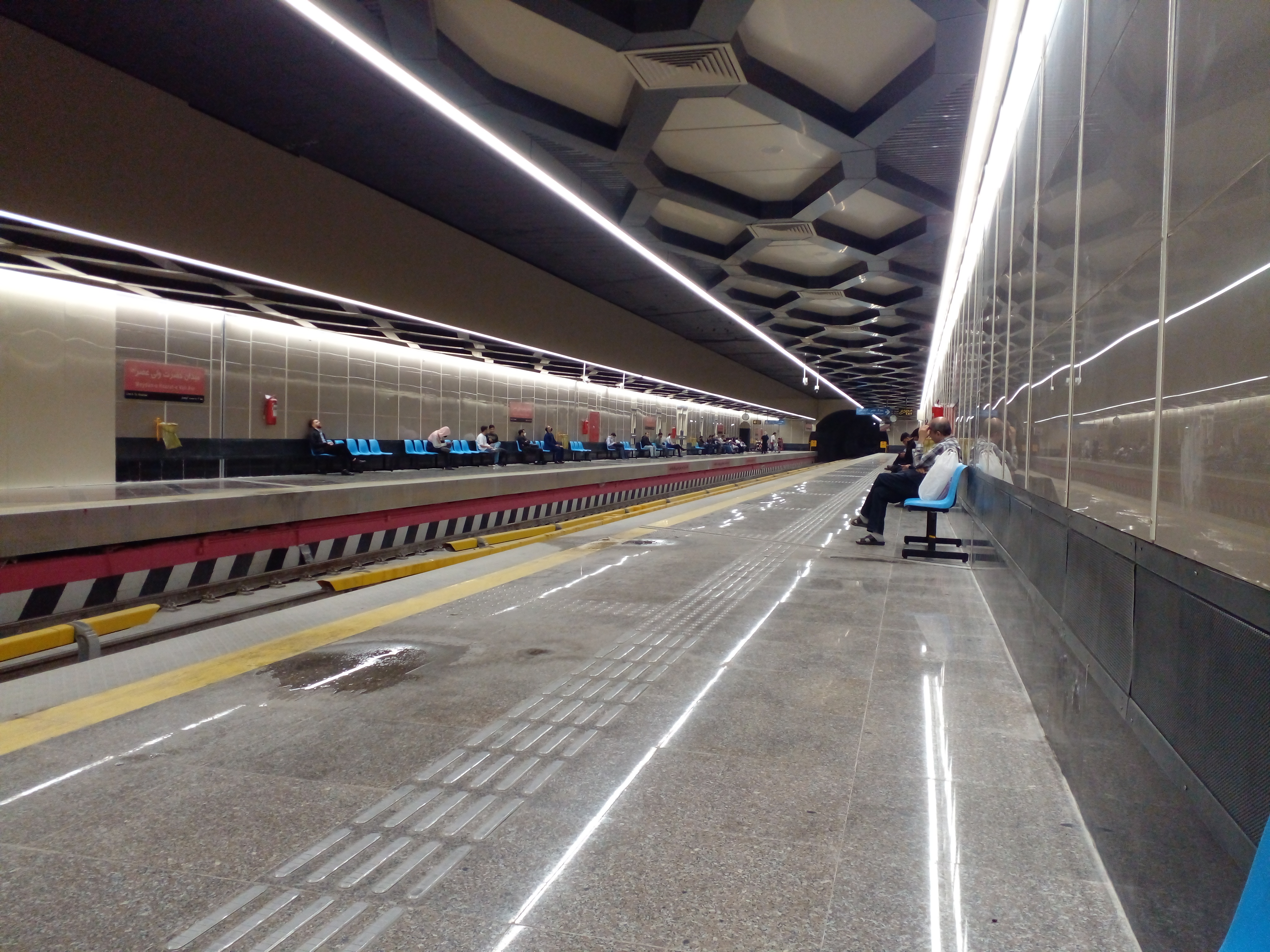
سکو
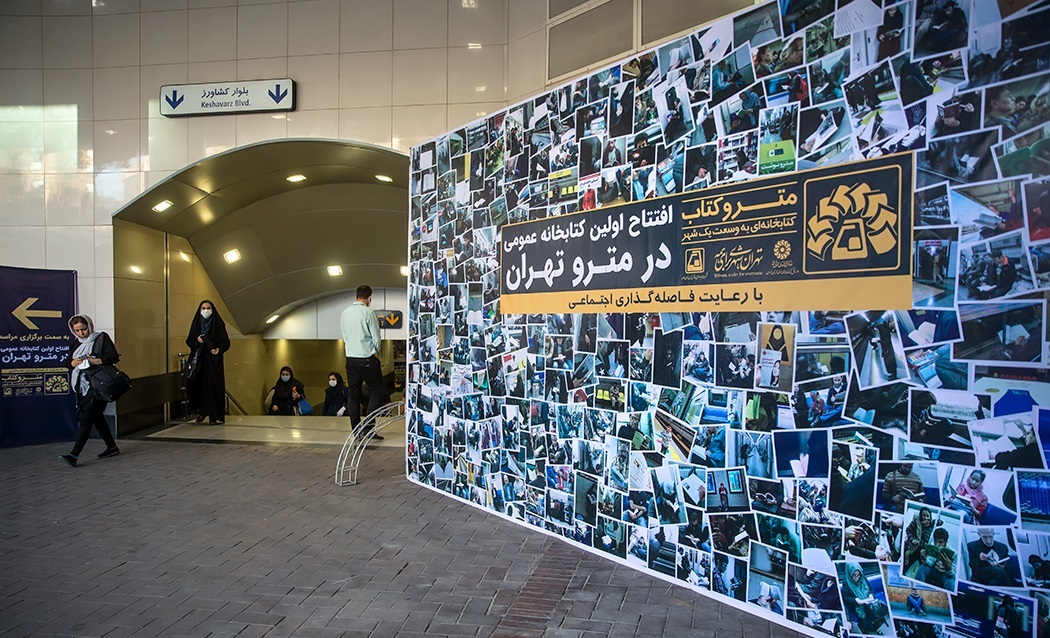
ورودی از زیرگذر میدان ولیعصر